# マスメディア集中排除原則
マスメディア集中排除原則（マスメディアしゅうちゅうはいじょげんそく、英語: the principle of excluding multiple ownership of the media）とは、放送法第93条第1項第4号および第2項に規定する総務省令基幹放送の業務に係る特定役員及び支配関係の定義並びに表現の自由享有基準の特例に関する省令の通称である。

## 概要
基幹放送事業者に対する出資に関する規制であり、少数の者により複数の基幹放送事業者が支配されることを防ぎ、多くの者が表現の自由を享受できるようにするため、複数の基幹放送事業者に対する出資を制限している。

### 沿革
1988年（昭和63年）　電波法改正

により、第7条第2項第4号に「前三号に掲げるもののほか、郵政省令で定める放送をする無線局の開設の根本的基準に合致すること」が追加された。
これを受け郵政省令放送局の開設の根本的基準（現総務省令基幹放送局の開設の根本的基準）
に第9条「放送の普及」が追加

された。
マスメディア集中排除原則が法令に明文化されたこととなる。
2008年（平成20年）　電波法改正

により、第7条第2項第4号は「総務省令で定める放送による表現の自由享有基準（放送をすることができる機会をできるだけ多くの者に対し確保することにより、放送による表現の自由ができるだけ多くの者によつて享有されるようにするため、申請者に関し必要な事項を定める基準をいう。）に合致すること。」と改正された。
これを受け、放送局の開設の根本的基準から分離し、放送局に係る表現の自由享有基準として独立した総務省令となった。
なお放送法も改正
され、認定放送持株会社が認められた。
これを受け、放送局に係る表現の自由享有基準の認定放送持株会社の子会社に関する特例を定める省令も制定された。
2011年（平成23年）　放送法改正

により、第93条が追加され、第1項が「基幹放送の業務を行おうとする者（電波法の規定により当該基幹放送の業務に用いられる特定地上基幹放送局の免許を受けようとする者又は受けた者を除く。）は、次に掲げる要件のいずれにも該当することについて、総務大臣の認定を受けなければならない。」となった。
同項第4号に「当該業務を行おうとする者が次のいずれにも該当しないこと。ただし、当該業務に係る放送の種類、放送対象地域その他の事項に照らして基幹放送による表現の自由ができるだけ多くの者によつて享有されることが妨げられないと認められる場合として総務省令で定める場合は、この限りでない。」と規定された。
この総務省令として基幹放送の業務に係る表現の自由享有基準に関する省令が、あわせて基幹放送の業務に係る表現の自由享有基準に関する省令の認定放送持株会社の子会社に関する特例を定める省令が制定された。
一方、電波法第7条第2項第4号からは当該規定は削除され、放送局に係る表現の自由享有基準に関する省令及び放送局に係る表現の自由享有基準の認定放送持株会社の子会社に関する特例を定める省令は廃止された。
マスメディア集中排除原則の根拠法が電波法から放送法に移行したこととなる。

## 原則
同一の者が複数の基幹放送事業者に対し次に掲げる議決権を有することを「支配」とし（第3条第1項）、地上基幹放送の場合は複数波の使用、衛星基幹放送の場合は同一の者による一定の中継器（トランスポンダ）相当の伝送容量を超える使用を規制（第4条第1項）している。

### 地上基幹放送
- 放送対象地域が重複する場合 - 10分の1を超える議決権

- 放送対象地域が重複しない場合 -100分の33．33333を超える議決権
- 一の法人または団体の代表者または常勤の役員が他の法人または団体の代表者または業務を執行する常勤の役員を兼務すること
- 一の法人または団体の役員が他の法人または団体の業務を執行する役員の地位を兼ねる者の数の当該他の法人または団体の役員の総数に占める割合が5分の1を超える場合

#### 特例
次のいずれかの場合は、特例が適用される。
第3条第1項第1号
中波放送（以下「AM」）、短波放送（以下「SW」）、またはコミュニティ放送以外の超短波放送（以下「FM」）の基幹放送局の開設、支配および被支配となる場合（4局以下に限る）。
第3条第1項第2号
AM、SW、FMまたはコミュニティ放送およびテレビジョン放送（以下「TV」）の基幹放送局の開設、支配及および被支配となる場合（コミュニティ放送以外のラジオについては4局以下に限り、コミュニティ放送およびテレビ局については1局に限る）。
第3条第1項第3号
連続放送対象地域のうちの一の放送対象地域にTV（県域放送に限る。）を行う基幹放送事業を開設しようとする場合であって、連続放送対象地域のうちの一の放送対象地域に当該連続放送対象地域の他のすべての放送対象地域が隣接する位置関係にある場合または当該位置関係と同程度に地域的関連性が密接であるものとして総務大臣が告示する地域に該当する場合
第3条第2項
前項第2号の規定は、AM、SWまたはFMを開設または支配する者、TVを開設または支配する者が新聞社を経営し、または支配する者となる場合は不可。ただし、当該放送対象地域においてニュースまたは情報の独占的頒布を行うこととなるおそれがないときは可能。

### 衛星基幹放送
第3条第1項第6号イ
「国際電気通信連合憲章に規定する無線通信規則」付録第30号の規定に基づき日本に割り当てられた11.7GHzから12.2GHzまでの放送衛星業務に使用される周波数を使用する衛星基幹放送（以下「BSデジタル放送」）に関しては、一の者が3分の1以上の議決権（放送局を開設する者またはこれを支配する者の場合は、2分の1を超える議決権）を有する場合が支配となる。ただし、認定放送持株会社は、これを子会社とすることができる。
第3条第1項第6号ロ
放送衛星業務用の周波数以外の周波数を使用する衛星基幹放送（以下「東経110度CSデジタル放送」）に関しては、一の者が2分の1以上の議決権を有する場合が支配となる。ただし、使用する伝送容量のトランスポンダ換算数が4（データ放送場合の使用する伝送容量のトランスポンダ換算数は1）を超えない場合は、特定地上基幹放送を兼業できる。

### 除外
- 実験試験局、実用化試験局、受信障害対策中継放送（ギャップフィラー）
- 日本放送協会（NHK）、放送大学学園（放送大学）が行う放送
- 移動受信用地上基幹放送は、新たな放送形態の普及促進を目的に適用を全面除外している。

## 制度改正とその動き
2006年1月20日から開催されている「通信・放送の在り方に関する懇談会」では、通信と放送の融合時代におけるマスメディア集中排除原則のあるべき姿について、議論が行われている。特に民放BSデジタル放送は各局共に赤字経営が続いている事や、地方では厳しい経済環境から地上民放テレビ局の新規開局が困難な状況であり、情報格差の縮小も狙って、次のようなことの解禁が検討されている。
- テレビ局が1社で複数の放送対象地域の放送免許を持つことを認める。
- テレビ局が1社で複数の放送波の放送免許を持つことを認める（例として、琉球朝日放送（テレビ朝日系列）の場合、一部を除く放送業務を琉球朝日放送と社屋を併設している琉球放送（TBS系列）に委託していることから、現在事実上の1局2波体制である）。
  - 1局2波の場合、既存の社屋・送信所をそのまま使用するため、設備投資は放送設備の設置程度で済む。また、放送業務に必要な社員も大半は既存局の社員を出向扱いさせることで大幅なコスト削減にもつながる。

また、近年のラジオ離れの影響で民放ラジオ局の経営が困難になりつつあるため、日本民間放送連盟（民放連）では2010年2月に総務省に対しラジオ局に対するマスメディア集中排除原則の大幅な緩和を求めた

。実際に民放ラジオ局の経営悪化に伴い、2010年4月には関西の外国語放送FM局である関西インターメディア（FM COCOLO）が番組制作のほとんどを同じ大阪のFM802の関連会社に委託するという事案が発生しており、ラジオ局に関する同原則の見直しは急務とも言えた。
こうした事情を受け、2011年3月に総務省は「ラジオ局については、エリアの重複の有無を問わず4局まで100%株式保有を認める」「それ以外の放送局（テレビ局、5局目以降のラジオ局等）についても、エリアが重複しない場合1/3まで株式の保有を認める（従来は20%未満）」という緩和案を発表。これにより、従来は不可能だった「AM・FMラジオ局の同時保有」「同一エリアのラジオ局同士の合併」などが可能になった。これを受けて2012年4月にはFM802がFM COCOLOの免許を継承し、1局2波体制での経営をスタートさせたほか、2020年9月には東京の外国語放送FM局であるInterFMがエフエム東京（TOKYO FM）の関連会社のジャパンエフエムネットワーク（JFNC）の完全子会社になり、JFNの特別加盟局となっている。
なお、かつては総務省令により、認定放送持株会社に対しては、当初より子会社化できる局数が「最大12局」となっていた。ただし、局数の計算方法として「放送対象地域の都道府県1つにつき1局」と計算するため、例えば東京のキー局（1都6県で7局換算）と大阪の準キー局（2府4県で6局換算）を子会社にする場合、合計13局となってしまうため、両社を同時に保有することはできなかった。その後、2023年3月にこの省令が改正され、この上限が撤廃されたことから、関東と関西の広域局を同時に保有することも可能になった。

## 行政指導等
2004年11月、読売新聞の第三者名義による日本テレビ株の保有問題を受けて、他社も調査した結果、第三者名義によりマスメディア集中排除の制限を超えて出資を行なう行為は広く行なわれていたことが発覚した。2005年2月、総務省は調査結果を公表、71社に対して厳重に注意する旨の行政指導を行い
、放送局に株主の報告を強化させるなど対策を行った。この内、2社以上に出資し複数の違反事例があった東海テレビ放送と鹿児島テレビ放送、他社からの出資を受けながら自らも出資を行っていたテレビ大分の3社については総務大臣名による警告処分が言い渡された。
| 出資者                               | 出資先                              | 出資上限 | 超過分 | 備考                                       |
| ------------------------------------ | ----------------------------------- | -------- | ------ | ------------------------------------------ |
| 読売新聞東京本社                     | テレビ岩手                          | 20       | 8.13%  | 現在保有株式は読売新聞グループ本社に集約。 |
| 読売新聞東京本社                     | エフエム岩手                        | 10       | 2.54%  | 現在保有株式は読売新聞グループ本社に集約。 |
| 読売新聞東京本社                     | 宮城テレビ放送                      | 20       | 6.8%   | 現在保有株式は読売新聞グループ本社に集約。 |
| 読売新聞東京本社                     | 福島中央テレビ                      | 20       | 6.4%   | 現在保有株式は読売新聞グループ本社に集約。 |
| 読売新聞東京本社                     | エフエム福島                        | 10       | 4.0%   | 現在保有株式は読売新聞グループ本社に集約。 |
| 読売新聞東京本社                     | 栃木放送                            | 10       | 0.6%   | 現在保有株式は読売新聞グループ本社に集約。 |
| 読売新聞東京本社                     | エフエムナックファイブ              | 10       | 1.13%  | 現在保有株式は読売新聞グループ本社に集約。 |
| 読売新聞東京本社                     | テレビ新潟放送網                    | 20       | 6.1%   | 現在保有株式は読売新聞グループ本社に集約。 |
| 読売新聞東京本社                     | エフエムラジオ新潟                  | 10       | 0.79%  | 現在保有株式は読売新聞グループ本社に集約。 |
| 読売新聞東京本社                     | 静岡第一テレビ                      | 20       | 4.5%   | 現在保有株式は読売新聞グループ本社に集約。 |
| 読売新聞東京本社                     | 福岡放送                            | 20       | 2.33%  | 現在保有株式は読売新聞グループ本社に集約。 |
| 読売新聞大阪本社                     | 広島テレビ放送                      | 20       | 4.97%  | 現在保有株式は読売新聞グループ本社に集約。 |
| 読売新聞大阪本社                     | テレビ大分                          | 20       | 0.3%   | 現在保有株式は読売新聞グループ本社に集約。 |
| 読売新聞大阪本社                     | テレビ長崎                          | 20       | 3%     | 現在保有株式は読売新聞グループ本社に集約。 |
| 朝日新聞社                           | テレビ岩手                          | 10       | 5.38%  |                                            |
| 東京放送 （現・TBSホールディングス） | テレビユー福島                      | 20       | 4.35%  |                                            |
| 北海道新聞社                         | エフエム北海道                      | 10       | 37.0%  |                                            |
| 北海道テレビ放送                     | エフエム北海道                      | 10       | 3.34%  |                                            |
| 山形新聞社                           | 山形放送                            | 10       | 5.43%  |                                            |
| 山形新聞社                           | 山形テレビ                          | 10       | 16.81% |                                            |
| 山形新聞社                           | エフエム山形                        | 10       | 1.2%   |                                            |
| 山形新聞社                           | テレビユー山形                      | 10       | 2.5%   |                                            |
| 青森テレビ                           | エフエム青森                        | 10       | 5.95%  |                                            |
| 河北新報社                           | エフエム仙台                        | 10       | 0.5%   |                                            |
| 秋田テレビ                           | エフエム秋田                        | 10       | 7.0%   |                                            |
| ラジオ福島                           | エフエム福島                        | 10       | 12.5%  |                                            |
| 中日新聞社                           | 中部日本放送                        | 10       | 3.99%  |                                            |
| 中日新聞社                           | テレビ愛知                          | 10       | 14.3%  |                                            |
| 中日新聞社                           | ZIP-FM                              | 10       | 20.58% |                                            |
| 中日新聞社                           | 岐阜エフエム放送                    | 10       | 13.29% |                                            |
| 中日新聞社                           | 三重テレビ放送                      | 10       | 6.82%  |                                            |
| 中日新聞社                           | 三重エフエム放送                    | 10       | 30.0%  |                                            |
| 中日新聞社                           | 石川テレビ放送                      | 20       | 3.45%  |                                            |
| 中日新聞社                           | エフエム石川                        | 10       | 7%     |                                            |
| 東海テレビ放送                       | 三重テレビ放送                      | 10       | 25.97% |                                            |
| 東海テレビ放送                       | 石川テレビ放送                      | 20       | 3.45%  |                                            |
| 東海テレビ放送                       | 富山テレビ放送                      | 20       | 1%     |                                            |
| 信濃毎日新聞社                       | 長野朝日放送                        | 10       | 7.5%   |                                            |
| 信越放送                             | ながのコミュニティ放送              | 10       | 6.45%  |                                            |
| 北日本新聞社                         | エフエムとなみ                      | 10       | 20%    |                                            |
| 北國新聞社                           | エフエム石川                        | 10       | 7%     |                                            |
| 名古屋鉄道                           | ZIP-FM                              | 10       | 0.15%  |                                            |
| 静岡放送                             | 山梨放送                            | 20       | 3.3%   |                                            |
| テレビ山梨                           | エフエム富士                        | 10       | 7.25%  |                                            |
| 岐阜新聞社                           | 岐阜エフエム放送                    | 10       | 9.25%  |                                            |
| 日本経済新聞社                       | テレビ大阪                          | 20       | 0.4%   |                                            |
| 前田富夫                             | エフエム大阪                        | 10       | 10%    |                                            |
| 山陰中央テレビジョン放送             | エフエム山陰                        | 10       | 3.62%  |                                            |
| 日本海テレビジョン放送               | エフエム山陰                        | 10       | 3.06%  |                                            |
| 中国新聞社                           | 中国放送                            | 10       | 22.37% |                                            |
| 香川テレビ放送網                     | エフエム・サン                      | 10       | 26.67% |                                            |
| 高知新聞社                           | 高知放送                            | 10       | 30.8%  |                                            |
| 高知新聞社                           | エフエム高知                        | 10       | 5.75%  |                                            |
| サガテレビ                           | エフエム佐賀                        | 10       | 0.7%   |                                            |
| 熊本日日新聞社                       | 熊本放送                            | 10       | 2.5%   |                                            |
| 熊本日日新聞社                       | エフエム中九州 （現・エフエム熊本） | 10       | 30.32% |                                            |
| 熊本日日新聞社                       | 熊本シティエフエム                  | 10       | 10%    |                                            |
| 大分放送                             | エフエム大分                        | 10       | 5%     |                                            |
| テレビ大分                           | エフエム大分                        | 10       | 1%     |                                            |
| テレビ宮崎                           | エフエム宮崎                        | 10       | 6.4%   |                                            |
| 鹿児島放送                           | エフエム鹿児島                      | 10       | 0.2%   |                                            |
| 鹿児島テレビ放送                     | エフエム鹿児島                      | 10       | 8.4%   |                                            |
| 鹿児島テレビ放送                     | 鹿児島シティエフエム                | 10       | 12.87% |                                            |
| 琉球放送                             | 琉球朝日放送                        | 10       | 8%     |                                            |